# Sahachirō Hata
Sahachirō Hata (jap. 秦 佐八郎 Hata Sahachirō; ur. 23 marca 1873, zm. 22 listopada 1938) – japoński bakteriolog.
Współpracował z Paulem Ehrlichem. W 1909 odkrył razem z nim lecznicze właściwości salwarsanu. W 1914 pracował w instytucie chorób zakaźnych w Tokio. Inicjował badania i przedsięwzięcia epidemiologiczne w Japonii.